# ČT2
ČT2 (також двійка чеськ. dvojka, рідше «ČT dva») — другий телеканал громадського мовлення Чеського телебачення, чеськ. Česká televize. Телеканал є орієнтований на культуру, освіту, документальні програми та на програми зосереджені на природу, історію та науку. У 2011 році двійка ввела так звані тематичні дні. Цей канал також раніше показував іноземні фільми з оригінальною звуковою доріжкою та чеськими субтитрами. ČT2 також показує деякі важливі спортивні події (тобто Олімпійські ігри, Чемпіонат світу з футболу або Чемпіонат Європи з футболу).

## Історія
Телеканал запущений 9 травня 1970 як ČST2 і транслювалася в пробному кольоровому режимі на всю Чехословаччину. У 1973 році телеканал переходить на повну професійну кольорову трансляцію.
У зв'язку зі федералізацією в колишній Чехословаччині в 1990 році телеканал ČST2 розділяється на ČTV для Чехії та на S1 для Словаччини. Потім ČTV поміняв свою назву на ČT1 та S1 на STV1.

## DVB-S, DVB-C, IPTV
Трансляція ČT2 керується так званим «must carry», тому всі супутникові, кабельні й IPTV провайдери зобов'язані у своєму стандартному пакетні пропонувати перший телеканал громадського мовлення Чеського телебачення .

## Цифрове телевізійне мовлення в HD
У ČT2 є власний телевізійний канал ČT2 HD, який транслює зображення у високій чіткості 1080i. HD трансляція доступна, як в наземному цифровому мовленні, так і через IPTV, кабель та супутник.